# 大斯尼廷卡
50°5′32″N 30°0′29″E / 50.09222°N 30.00806°E
大斯尼廷卡（烏克蘭語：Велика Снітинка）是位於烏克蘭北部的村莊，由基辅州法斯蒂夫區的法斯蒂夫市鎮負責管轄。該村始建於1597年，面積6.11平方公里，海拔高度193米，2001年人口2,625，人口密度每平方公里429.6人。

## 外部連結
- Историческая информация о селе Великая Снетинка （页面存档备份，存于） （俄文）